# Tour de Lombardie 1938
Le Tour de Lombardie 1938 est la 34e édition de cette course cycliste. Il est remporté par Cino Cinelli, à Milan.

## Classement final
| Pos. | Coureur          | Pays   | Équipe | Temps             |
| ---- | ---------------- | ------ | ------ | ----------------- |
| 1    | Cino Cinelli     | Italie |        | en 6 h 38 min 0 s |
| 2    | Gino Bartali     | Italie |        | m.t.              |
| 3    | Osvaldo Bailo    | Italie |        | m.t.              |
| 4    | Pietro Rimoldi   | Italie |        | m.t.              |
| 5    | Diego Marabelli  | Italie |        | m.t.              |
| 6    | Secondo Magni    | Italie |        | m.t.              |
| 7    | Mario Vicini     | Italie |        | m.t.              |
| 8    | Attilio Masarati | Italie |        | m.t.              |
| 9    | Luigi Macchi     | Italie |        | m.t.              |
| 10   | Salvatore Crippa | Italie |        | m.t.              |